# مونموت‌شر
مونموت‌شر (به انگلیسی: Monmouthshire) یک شهرستان در بریتانیا است که در ولز واقع شده‌است.

## خصوصیات
مونموت‌شر ۸۵۰ کیلومترمربع مساحت و ۹۱٬۳۰۰ نفر جمعیت دارد.